# Marcos Vinícius da Costa Soares da Silva
Marcos Vinícius da Costa Soares (* 28. Juni 1991 in Bauru), auch Marcos Vinícius genannt, ist ein ehemaliger brasilianischer Fußballspieler.

## Karriere
Seinen ersten Vertrag unterschrieb Marcos Vinícius 2013 bei Atlético Monte Azul, einem Verein, der in São Paulo beheimatet ist. Über die brasilianischen Stationen CA Votuporanguense,  AA Internacional, Audax Rio de Janeiro und EC Noroeste unterschrieb er 2017 einen Vertrag in Thailand bei dem in der Thai League 2 spielenden Verein Army United. Nach einem Jahr bei der Army unterschrieb er 2018 einen Vertrag beim Erstligisten Police Tero FC. Nach dem Abstieg des Vereins in die Zweitklassigkeit verließ er Thailand und ging nach Bangladesch. Hier unterschrieb er  2019 einen Vertrag bei den Bashundhara Kings. Der Verein aus Nilphamari spielte in der ersten Liga, der Bangladesh Premier League. Nach einem Jahr kam er nach Thailand zurück und schloss sich dem in der zweiten Liga spielenden Nongbua Pitchaya FC aus Nong Bua Lamphu an. Für Nongbua absolvierte er zwei Zweitligaspiele. Ende Juni 2021 wurde sein Vertrag aufgelöst.
Am 1. Juli 2021 beendete er seine Karriere als Fußballspieler.

## Erfolge
Bashundhara Kings
- Bangladesh Premier League: 2018/19
- Independence Cup: 2018